# Georgia Marsh
Georgia Marsh (nascida em 1950) é uma pintora e gravurista americana.
Marsh obteve um diploma de BFA da Rhode Island School of Design em 1972. O seu trabalho encontra-se incluído nas colecções do Museu Smithsoniano de Arte Americana, do Metropolitan Museum of Art e do Morris Museum of Art.